# 今日建筑
《今日建筑》（法語：L'Architecture d'aujourd'hui）是法国的一本现代主义运动建筑杂志。

## 历史
杂志最初由 André Bloc 与 Marcel Eugène Cahen 在1930年创刊。在1947年1月至1949年三月间，杂志在阿根廷以La Arquitectura de hoy为名发行。
2007年末，杂志遇到了危机，让·努维尔主动与François Fontès和Alexandre Allard接触以拯救杂志。自2009年秋，杂志重新开始正常出版。